# François Joseph Bohn
Pour les articles homonymes, voir Bohn.
François Joseph Bohn, né le 18 février 1763 à Blienschwiller (Bas-Rhin), mort le 14 juin 1809 à Raab (Hongrie), est un militaire français de la Révolution et de l’Empire. Fils de Jean Georges Jérôme Bohn, boulanger, et de Anne Marie Sohler.

## États de service
Il entre en service le 15 juillet 1785, comme soldat au 13e régiment de dragons, il devient brigadier le 10 avril 1792, et il fait les campagnes de cette année là et celle de 1793, à l’armée du Nord. Il est blessé d’un coup de sabre à la poitrine le 18 mars 1793, à la bataille de Neerwinden.
Il est nommé sous-lieutenant dans le 1er régiment de hussards le 12 avril 1793, et lieutenant le 20 mai suivant. Passé à l’armée des Pyrénées orientales, il y fait les campagnes de l’an II et de l’an III. En l’an IV, il se trouve à l’armée d’Italie, et le 30 mai 1796, il reçoit un coup de sabre sur la tête au passage du Mincio. Le 4 septembre 1796, à l’attaque de San Marco, il prend avec ses hussards 16 pièces de canon, 30 caissons, 7 drapeaux, et fait mettre bas les armes à 5 000 hommes. Cette action lui vaut le brevet de capitaine le 7 janvier 1797.
De l’an V à l’an VII, il fait la guerre en Italie, et il est employé à l’armée de réserve en l’an VIII, puis à celle des Grisons en l’an IX. Le 5 septembre 1803, il passe avec son grade dans les chasseurs à cheval de la Garde des consuls, et il est fait chevalier de la Légion d’honneur le 18 décembre 1803. Le 5 septembre 1805, il est nommé chef d’escadron, et il fait les campagnes de l’an XIII à l’armée de l’Ouest. Affecté à la Grande Armée, pour participer à la campagne d’Autriche, il se signale le 2 décembre 1805, à la bataille d’Austerlitz, où il est blessé.
En 1806 et 1807, il prend part à toutes les affaires qui ont lieu lors des campagnes de Prusse et de Pologne, et il est élevé au grade d’officier de la Légion d’honneur le 14 mars 1806.
En 1808, il fait partie des escadrons de la Garde impériale envoyés à l’armée d’Espagne, et il est créé chevalier de l’Empire le 20 août 1808. Le 16 mars 1809, il prend le commandement du 7e régiment de chasseurs à cheval avec le grade de colonel. Rappelé à la Grande Armée, il trouve une mort glorieuse à la tête de son régiment le 14 juin 1809, lors de la Bataille de Raab.

## Armoiries
| Armoiries | Nom du chevalier et blasonnement |
| --------- | --- |
|           | Chevalier François Joseph Bohn et de l'Empire, lettres patentes du 20 août 1808, officier de la Légion d'honneur. Tiercé en fasce d'azur à une gerbe d'or accostée de deux étoiles du même ; de gueules au signe des chevaliers et d'or au lion rampant de gueules lampassé du même tenant dans la patte droite une branche de laurier de sinople. Livrées : bleu, jaune, rouge et verd, cette dernière couleur dans les galons seulement. |

## Sources
- A. Lievyns, Jean Maurice Verdot, Pierre Bégat, Fastes de la Légion-d'honneur, biographie de tous les décorés accompagnée de l'histoire législative et réglementaire de l'ordre, Tome 4, Bureau de l’administration, 1844, 640 p. (lire en ligne), p. 127.
- Vicomte Révérend, Armorial du premier empire, tome 1, Honoré Champion, libraire, Paris, 1897, p. 103.
- « La noblesse d’Empire » (consulté le 13 juillet 2016)
- « Cote LH/267/71 », base Léonore, ministère français de la Culture
- Louis Alexandre Berthier et Jacques Garnier, Relations et rapports officiels de la bataille d'Austerlitz 1805, La Vouivre, 1998, p. 128.
- Jean-Marie Ernst, Blienschwiller, au cœur du vignoble, Coprur, 1988, p. 183